# 陳與音
陳與音（1491年—？），字汝和，河南衛輝府汲縣民籍，順天府良鄉縣人，明朝政治人物。

## 生平
嘉靖七年（1528年）戊子科河南鄉試第四十五名舉人。嘉靖十四年（1535年）中式乙未科會試第二百九十七名，登第三甲第一百八十九名進士。授行人，嘉靖十八年十一月授山西道试監察御史，次年实授，二十二年巡按南直隶，後任山西行太僕寺卿。

## 家族
曾祖陳光祖；祖父陳謨，知州；父陳暐，按察司僉事。母談氏（封安人）。永感下。